# I Am Omega
Pour plus de détails, voir Fiche technique et Distribution.
I Am Omega (stylisé en I Am Ωmega) est un film américain de science-fiction post-apocalyptique produit par The Asylum et sorti en 2007. Le film est une adaptation non officielle du roman I Am Legend (1954) de Richard Matheson (non crédité), le titre étant une référence à l’adaptation cinématographique de 1971, The Omega Man. Le film a été intentionnellement réalisé comme un « mockbuster » pour profiter de la campagne commerciale du film Je suis une légende, sorti en salle la même année.

## Synopsis
Dans un Los Angeles post-apocalyptique envahi par des humains cannibales ressemblant à des zombies, qui ont dégénéré en une sous-espèce sauvage à la suite d’une infection génétique. Le film ne précise pas si le virus a infecté le monde entier, ou seulement une petite zone isolée, mais il est suggéré qu’il est mondial en raison de l’incapacité du héros, Renchard (Mark Dacascos), à capter des signaux radio ou à contacter quelqu’un via Internet.
Renchard est forcé de vivre dans une lutte quotidienne contre les mutants pour survivre. Un jour, Renchard est contacté par webcam par Brianna (Jennifer Lee Wiggins), une autre survivante qui a été bloquée à Los Angeles alors qu’elle tentait de retrouver Antioche, une communauté de survivants. Elle demande à Renchard de l’aider, mais Renchard, qui a placé des bombes à retardement à des endroits stratégiques de la ville, refuse.
Deux hommes, Vincent (Geoff Meed) et Mike (Ryan Lloyd), prétendant être d’Antioche, arrivent chez Renchard pour demander son aide. Bien qu’initialement peu convaincu par leur argument selon lequel Brianna porte le remède au virus dans son sang, Renchard est forcé de coopérer sous la menace d’une arme. 24 heures avant que les bombes n’explosent, il conduit les hommes dans la ville. Ils doivent trouver et libérer Brianna avant que les mutants ou les bombes ne puissent les détruire. Renchard et Brianna fuient la ville, tandis que Mike est tué dans les égouts. C’est alors que Vincent tire sur Renchard et capture Brianna. Il dit à Renchard qu’il l’a fait parce qu’il aime le monde tel qu’il est, et s’en va en le laissant mourir seul. Après que Renchard ait récupéré des forces, il démarre une voiture et poursuit Vincent pour sauver Brianna.
Après les avoir retrouvés, Renchard tue Vincent, qui tentait de violer et de tuer Brianna. Les bombes explosent, et Renchard et Brianna se dirigent tous les deux vers Antioche pour créer un remède. Cependant, il est révélé qu’un zombie a survécu à l’explosion.

## Distribution
- Mark Dacascos : Renchard
- Geoff Meed : Vincent
- Jennifer Lee Wiggins : Brianna
- Ryan Lloyd : Mike
- Gregory Paul Smith : divers zombies

## Accueil

### Réception critique
Ce film à petit budget, sorti directement en vidéo, a été mis en production à la hâte et est sorti un mois avant I Am Legend, le film à gros budget de Will Smith, dans le but de tirer profit des titres et des intrigues similaires,.
Cela a conduit à une certaine confusion parmi les fans de cinéma, ce qui est sans aucun doute l’intention du distributeur de films The Asylum, qui a utilisé cette stratégie de marketing dans le passé avec d’autres films aux titres source de confusion tels que 30,000 Leagues Under the Sea, Transmorphers, The Da Vinci Treasure et Snakes on a Train.
Les critiques avaient peu de bonnes choses à dire sur le film. Matt Bradshaw a déclaré:  « Le film commence avec une quantité modeste de promesses, mais quand l’histoire s’éloigne du film, il est dommage que les choses descendent rapidement. » Le San Diego Union Tribune a déclaré de manière satirique que le film est « La préquelle tant attendue d'Animal House, dans laquelle le pacte secret de Bluto avec ce rival vilipendé frat est finalement révélé ?  ».
Film Critics United a déclaré : « En ce qui concerne les films de The Asylum, I Am Omega est leur meilleur à ce jour, du moins de ceux que j’ai vus. Certes, cela inclut des tarifs tels que Snakes on a Train, Transmorphers et Supercroc, tous sûrement parmi les pires films jamais réalisés, mais pendant un certain temps au moins I Am Omega était plus qu’un simple « bon film pour les normes de The Asylum », mais juste un bon vieux film décent. Pour un petit moment au moins.